# Juan José Zubieta Zubeldia
Pour les articles homonymes, voir Zubeldia.
Juan José Zubieta Zubeldia, né le 1er aout 1965 à Lekunberri, est un membre de l'organisation armée ETA. Il a appartenu au commando Nafarroa et au Commando Barcelona. Il a été arrêté à Lliçà d'Amunt (province de Barcelone) après avoir commis l'attentat contre la garnison de Vic (Barcelone) avec deux membres du commando, qui ont été tués dans la fusillade avec la police. Condamné à 1 311 années de prison, il accomplit sa peine dans la prison de Monterroso, dans la province de Lugo,Il est libéré en 2013 au nom de la doctrine Parot.

## Biographie

### Commando Nafarroa
En mai 1988 il a été intégré au commando Nafarroa avec Javier Goldaraz Aldaya, composé de Juan María Lizarralde Heavy, Susana Arregi et Germán Rubenach, et a commencé sa participation comme activiste de l'organisation armée. Pendant cette période ils commettront deux attentats à la voiture piégée à Estella et Pampelune, et l'attaque d'un quartier Général de la Garde Civile à Altsasu, avec un solde total de 3 morts et de 11 blessés.
Le 24 novembre 1989 le commando enlève l'industriel Adolfo Villoslada, libéré 84 jours plus tard après le paiement d'une rançon de 350 millions de pesetas. Zubieta travaillait dans l'entreprise de Villoslada et a fourni toutes les informations nécessaires pour l'enlèvement du chef d'entreprise.
Le 25 juin 1990 les événements de la Foz de Lumbier se produisent, un affrontement armé entre trois membres du commando et des effectifs de la Garde Civile, qui se solde par la mort d'un sergent de la Benemérita (surnom donné à la garde civile) et du suicide, selon la version officielle, de Lizarralde et d'Arregi, outre la capture de Rubenach qui aboutira au démantèlement du commando. Zubieta, qui avait transporté ses trois compagnons jusqu'à la Foz de Lumbier, est parvenu à s'enfuir et s'est réfugié en France,.

### Commando Barcelona
Il retourne en Espagne en mars 1991 pour intégrer le Commando Barcelona, qui avait commencé une vague d'attentats dans la ville du même nom, à la renommée internationale par la fin, en 1992, des Jeux olympiques de Barcelone. Le commando est formé par Zubieta, Jon Félix Erezuma et Joan Carles Monteagudo. Il s'est incorporé au groupe après l'attentat de Sabadell (province de Barcelone), dans lequel sont morts 6 agents du Corps National de Police. 
Le 29 mai 1991, le commando a réalisé l'attentat contre la garnison de Vic, toujours dans la même province, dans lequel on a compté 10 morts (dont cinq enfants) et 44 blessés.
Après l'attentat, les Forces et les Corps de Sécurité de l'État ont mis en marche un dispositif destiné à la localisation du commando. Les routes d'accès à Vic ont été coupées par des contrôles policiers, que se succédaient tous les 20 km, tandis que plusieurs hélicoptères survolaient la zone.
Cette recherche a abouti à la localisation des trois membres du groupe, qui se trouvaient dans un chalet dans la localité de Llissá de Munt, à 42 km de Vic. La piste qui a conduit la police jusqu'à la cachette a été l'utilisation d'un camion qu'ils ont faite pour s'échapper et qui était la propriété d'une collaboratrice qui était suivie par la police. 
Quand les forces spéciales ont essayé d'arrêter les etarras, ceux-ci ont refusé de se rendre et ont répondu avec des tirs, qui a abouti à la mort d'Erezuma et Monteagudo, et Zubieta a été arrêté, sans opposer de résistance. Le commando a ainsi été démantelé. La déclaration de Zubieta devant le juge s'est avérée cruciale pour l'éclaircissement des faits. Dans l'affrontement un garde civil a été blessé, atteint par une balle dans un bras. Il sera transféré à l'hôpital de Granollers.

## Jugement et condamnation
Le jugement pour l'attentat de Vic a eu lieu en 1993, et le 24 juin Juan Jose Zubieta a été condamné par l'Audition Nationale à 1.311 années de prison, le considérant comme l'auteur de neuf meurtres réalisés et quarante-quatre meurtres avortés. Pendant son jugement, et à la suite de la question de José Mª Fuster-Fabra, avocat de l'accusation de "s'il n'avait pas vu les enfants jouer avant de lancer le véhicule chargé d'explosif", Zubieta a répondu :
"ése es un hecho que no valoramos porque no es nuestro problema que los guardias civiles utilicen a los niños como escudos humanos"
Ceci n'est pas un fait que nous valorisons parce que ce n'est pas notre problème que des gardes civil utilisent des enfants comme bouclier humain.
Selon sa déclaration devant le juge, le jour de l'attentat lui et Monteagudo se sont dirigés à Vic dans une Renault 11, tandis qu'Erezuma l'a fait avec un autre véhicule de même modèle mais déjà équipé d'explosifs. Vers les dix-neuf heures, profitant que les portes de la cour intérieure étaient ouvertes, ils ont dirigé la voiture-bombe vers l'intérieur de la garnison, le laissant glisser sur la pente d'accès à ce dernier. Quand le véhicule se trouvait dans le centre de la cour, Monteagudo a mis à feu l'explosif par une Télécommande, provoquant l'explosion.
En outre, sa déclaration a servi pour l'arrestation à Saint-Jean-de-Luz de trois personnes qui lui ont fourni l'infrastructure quand il s'est enfui d'Espagne. 
En novembre 1994 a eu lieu le jugement pour l'enlèvement d'Adolfo Villoslada, et Zubeldia a été condamné par l'Audition à 22 autres années de prison comme participant à l'enlèvement.
Après être passé par diverses prisons du pays, fin 1999 il a été incarcéré au pénitencier de Monterroso, dans la province de Lugo. Il est libéré en 2013 au nom de la doctrine Parot.